# Operat szacunkowy
Operat szacunkowy – opinia autorska rzeczoznawcy majątkowego o wartości nieruchomości, stanowiąca dokument urzędowy, sporządzany wyłącznie w formie pisemnej. W razie istotnych rozbieżności w opiniach o wartości tej samej nieruchomości, sporządzonych przez rzeczoznawców majątkowych, oceny prawidłowości tych wycen dokonuje organizacja zawodowa rzeczoznawców majątkowych.
Operat zawiera informacje niezbędne przy dokonywaniu wyceny nieruchomości przez rzeczoznawcę majątkowego, w tym wskazanie podstaw prawnych i uwarunkowań dokonanych czynności, rozwiązań merytorycznych, przedstawienia toku obliczeń, wyniku końcowego. W operacie szacunkowym przedstawia się sposób dokonania wyceny nieruchomości, w tym:
- określenie nieruchomości i zakresu wyceny,
- określenie celu wyceny,
- podstawę formalną wyceny nieruchomości oraz źródła danych o nieruchomości,
- ustalenie daty określenia wartości nieruchomości,
- opis stanu nieruchomości,
- wskazanie przeznaczenia wycenianej nieruchomości wynikającego z planu miejscowego lub z innych dokumentów,
- wskazanie rodzaju określanej wartości, wyboru podejścia, metody i techniki szacowania,
- analizę i charakterystykę rynku nieruchomości w zakresie dotyczącym celu i sposobu wyceny,
- wynik wyceny nieruchomości z przedstawieniem obliczeń wartości nieruchomości.

Czynności w stosunku do już opracowanego operatu szacunkowego, polegają na:
- potwierdzeniu aktualności operatu szacunkowego,
- opiniowaniu operatu szacunkowego,
- ocenie prawidłowości wycen.

Potwierdzenie aktualności operatu następuje przez umieszczenie stosownej klauzuli w operacie szacunkowym przez rzeczoznawcę majątkowego, który go sporządził (art. 156 ust. 4 ustawy z dnia 21 sierpnia 1997 r. o gospodarce nieruchomościami.
Przez opiniowanie operatu szacunkowego rozumie się czynności rzeczoznawcy lub rzeczoznawców majątkowych w stosunku do operatu szacunkowego sporządzonego przez innego lub innych rzeczoznawców, a mające na celu analizę formalno-prawną, oraz zajęcie stanowiska, co do:
- jego zgodności z przepisami prawa i standardami zawodowymi, w tym co do kompletności opracowania,
- przydatności tego operatu dla celu, w jakim został on sporządzony lub miałby być wykorzystany.

Pod pojęciem oceny rozumie się dokonywane przez organizacje zawodowe rzeczoznawców majątkowych badanie prawidłowości wycen w razie wystąpienia istotnych rozbieżności co do wartości tej samej nieruchomości, określonej w różnych operatach szacunkowych. Ocena nie może być dokonana w przypadku, gdy względem danej nieruchomości został sporządzony tylko jeden operat szacunkowy (art. 157 ust. 1 ustawy o gospodarce nieruchomościami).
Operat szacunkowy jest wynikiem wyceny nieruchomości, czyli jest „produktem” działań rzeczoznawcy majątkowego. Jest on dowodem wykorzystywanym w sprawach, dla których został sporządzony. Z tego powodu jego forma i treść powinny być ujednolicone, niezależnie od tego w jakim regionie kraju i przez jakich rzeczoznawców majątkowych wyceny są wykonywane. Tym celom służą regulacje prawne zamieszczone w części trzeciej rozporządzenia. Określają one treść merytoryczną operatu szacunkowego, jego formę, klauzule lub wnioski zamieszczone w operacie, rodzaje analiz i obliczeń w operacie zapisanych oraz formę wyciągów z operatów szacunkowych. Operat musi obrazować całe postępowanie przeprowadzone przez rzeczoznawcę majątkowego, w wyniku którego zostanie określona wartość nieruchomości. Sposób jego sporządzenia świadczy o staranności autora operatu, w wyniku czego budzi zaufanie do wyniku wyceny.